# نگله آرسی
نگله آرسی (به لاتین: Negele Arsi) یک شهرک در اتیوپی است که در منطقه اورومیا واقع شده‌است. نگله آرسی ۴۲٬۰۵۴ نفر جمعیت دارد و ۲٬۰۴۳ متر بالاتر از سطح دریا واقع شده‌است.